# حب المراهقات (فلم)
حب المراهقات  هو فيلم مصري من إنتاج عام 1970، بطولة أحمد مظهر وميرفت أمين وعادل إمام ومديحة كامل. وإخراج محمود ذو الفقار.

## قصة الفيلم
تدور أحداث الفيلم حول الدكتور حمدي الذي يعمل بالمنصورة وهو رئيس جمعية أنصار الفضيلة. تعيش ابنته الطالبة الجامعية ميرفت في بيت الطالبات. وتعيش حياة متحررة منطلقة. يصل الدكتور حمدي لزيارة ابنته فيخطئ في العنوان ويكون المنزل الذي يقصده يُدار للدعارة. يتصادف وجود أحد مصوري الصحف فيلتقط له صورة وتكون فضيحة يستبعده على إثرها أعضاء الجمعية. تتعرض ميرفت لبعض المشاكل نتيجة تحررها ولكنها في النهاية تتزوج من أستاذها محسن.

## طاقم التمثيل
- أحمد مظهر: (د. حمدي إبراهيم)
- ميرفت أمين: (ميرفت)
- يوسف فخر الدين: (سامي)
- عادل إمام: (حسن)
- مديحة كامل: (هدى)
- ناهد يسري: (ناني)
- عادل عثمان: (أحمد)
- رشوان توفيق: (د. محسن)
- فيفي يوسف: (فردوس والدة ميرفت)
- حسين إسماعيل: (الشيخ)
- فتحية شاهين: (مديرة بيت الطالبات)
- إبراهيم سعفان: (عضو جمعية الفضيلة)
- علية عبد المنعم: (والدة أحمد)
- محمد شوقي: (الشاويش)
- سارة توفيق: (آمال)
- تغريد عبد الحميد: (الطفلة أزهار)

## فريق العمل
- إخراج: محمود ذو الفقار
- تأليف: عدلي المولد
- إنتاج: جمهورية فيلم
- توزيع: جمهورية فيلم
- مونتاج: فكري رستم
- مدير التصوير: محمود نصر، علي خير الله

## وصلات خارجية
- مقالات تستعمل روابط فنية بلا صلة مع ويكي بيانات
- صفحة الفيلم على موقع السينما